# Bridgwater and Taunton Canal
Het Bridgwater and Taunton Canal is een kanaal in het zuidwesten van Engeland dat de steden Bridgwater en Taunton, en de rivieren Tone en Parrett verbindt, als deel van een project om een bevaarbare verbinding van Taunton met Bristol te verwezenlijken.
De beginjaren werden gekenmerkt door meerdere juridische conflicten met de beheerders van de scheepvaart op de Tone, tot de beheersmaatschappij van het kanaal uiteindelijk ook het beheer van de scheepvaart op de Tone overnam.
Oorspronkelijk eindigde het kanaal in een bassin in Huntworth, ten oosten van Bridgwater, maar het werd vervolgens uitgebreid tot een haven aan de westkant. Financieel werd dit een ramp, want de uitbreiding werd gefinancierd met een hypothecaire lening, tijdens de opkomst van de spoorwegen, die een daling van het scheepvaartverkeer veroorzaakten. De Bristol and Exeter Railway redde in 1866 het kanaal van het faillissement.
De handelsscheepvaart werd stopgezet in 1907, maar het kanaal werd verder onderhouden. Vanaf 1962 dient het voor de aanvoer van drinkwater naar Bridgwater.

De Somerset County Council restaureerde het kanaal met de bedoeling er een toeristische attractie van te maken. Deze werken waren in 1994 voltooid en het kanaal werd over zijn volle lengte heropend. De dokken in Bridgwater werden omgevormd tot marina, maar een bevaarbare verbinding met de rivier Parret kwam er niet, omdat het kanaal nog steeds zorgt voor de drinkwateraanvoer.

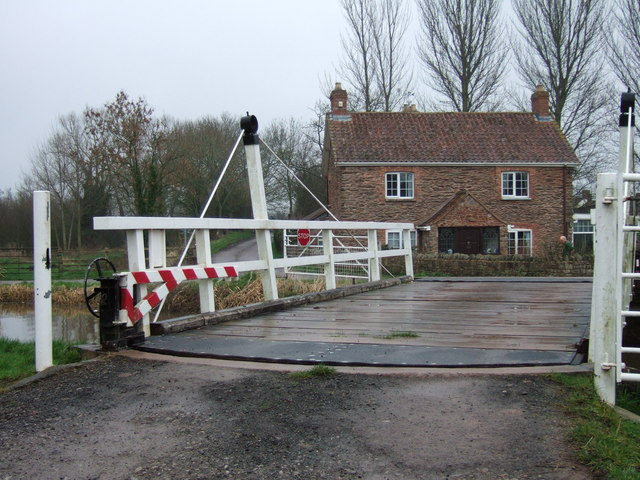
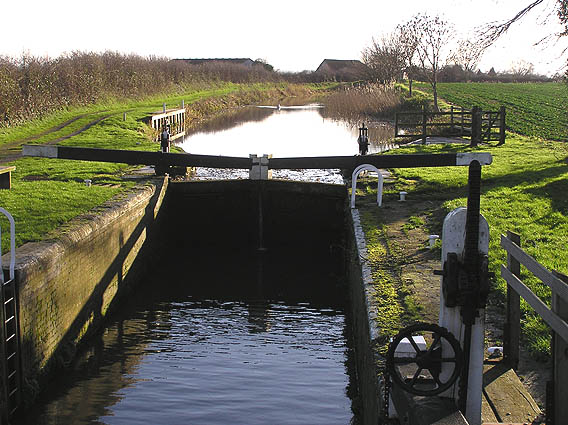
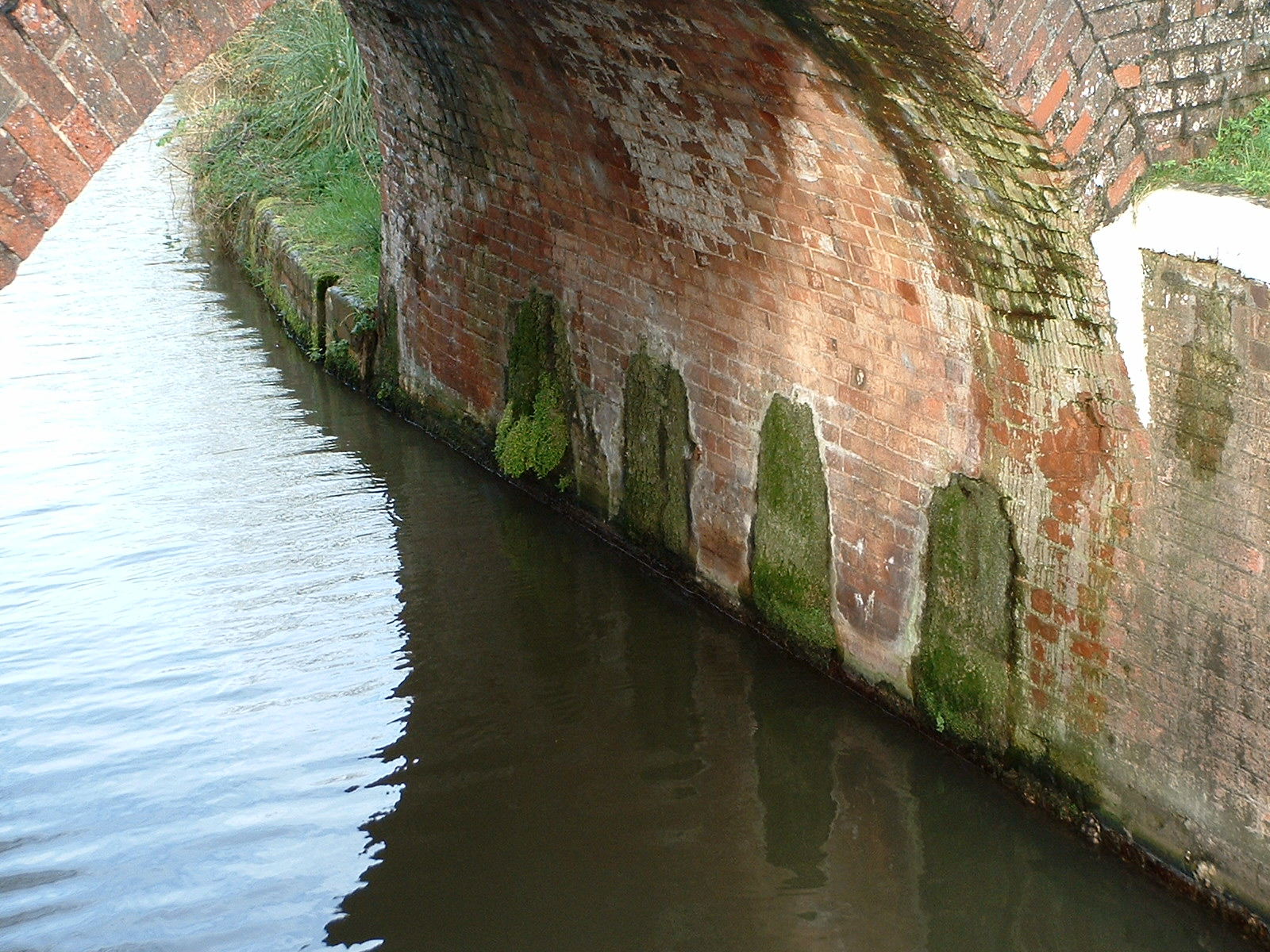
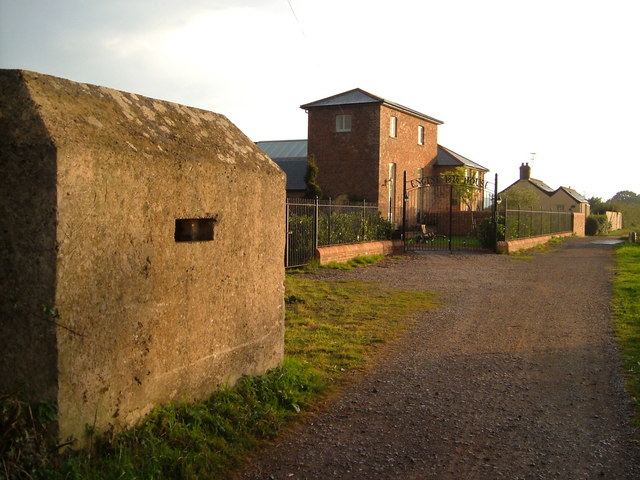
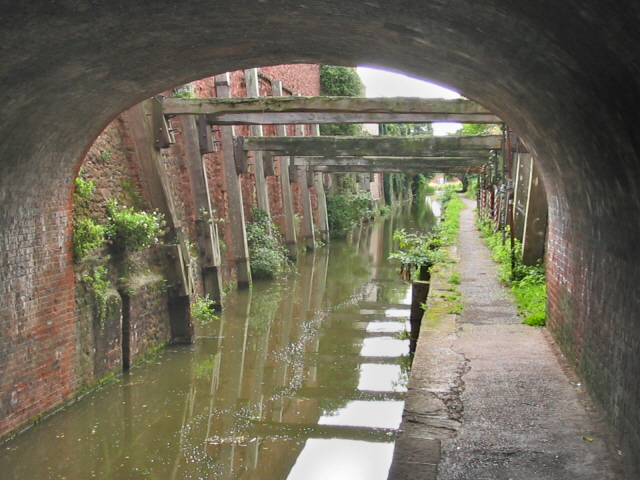
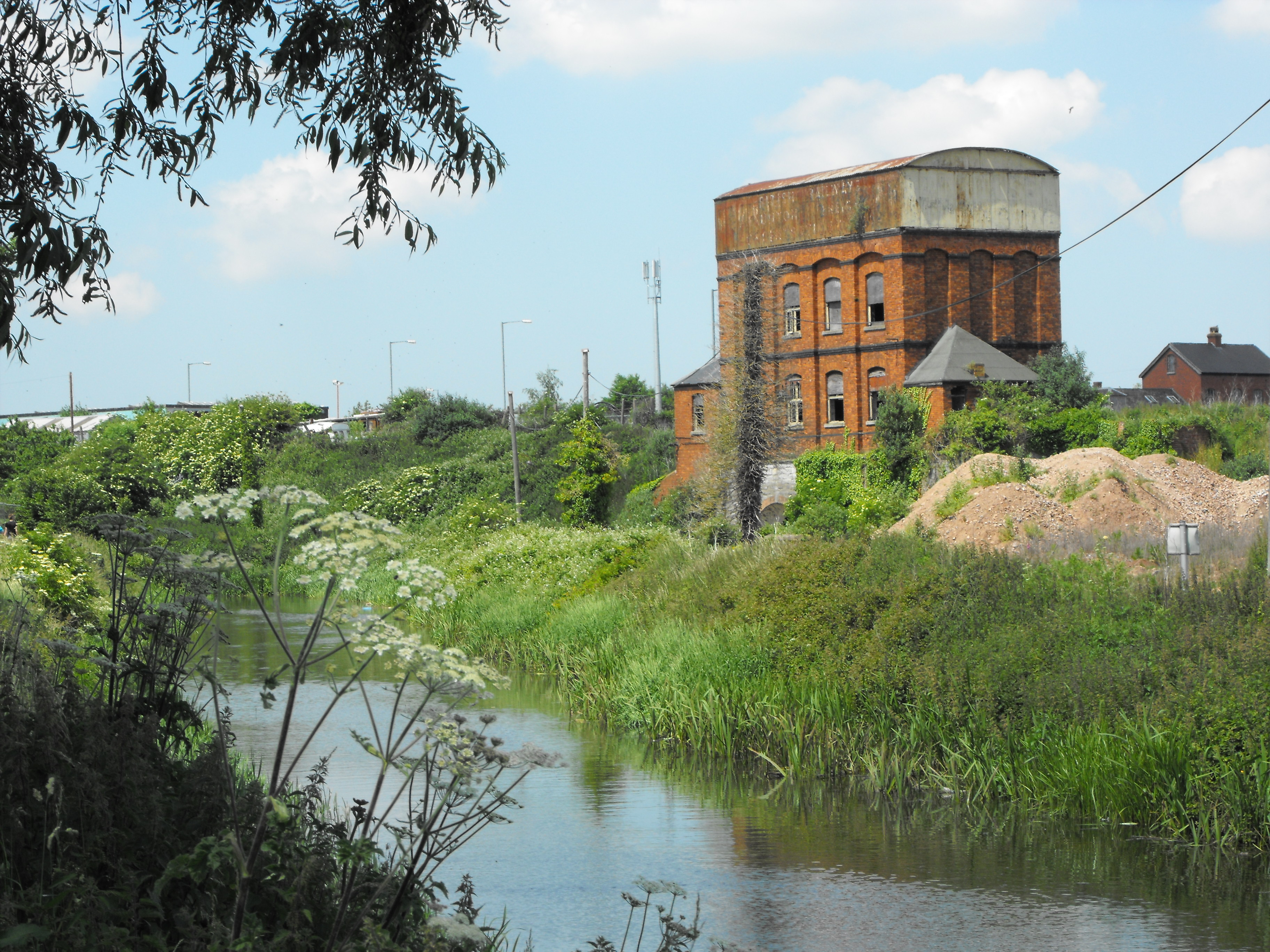
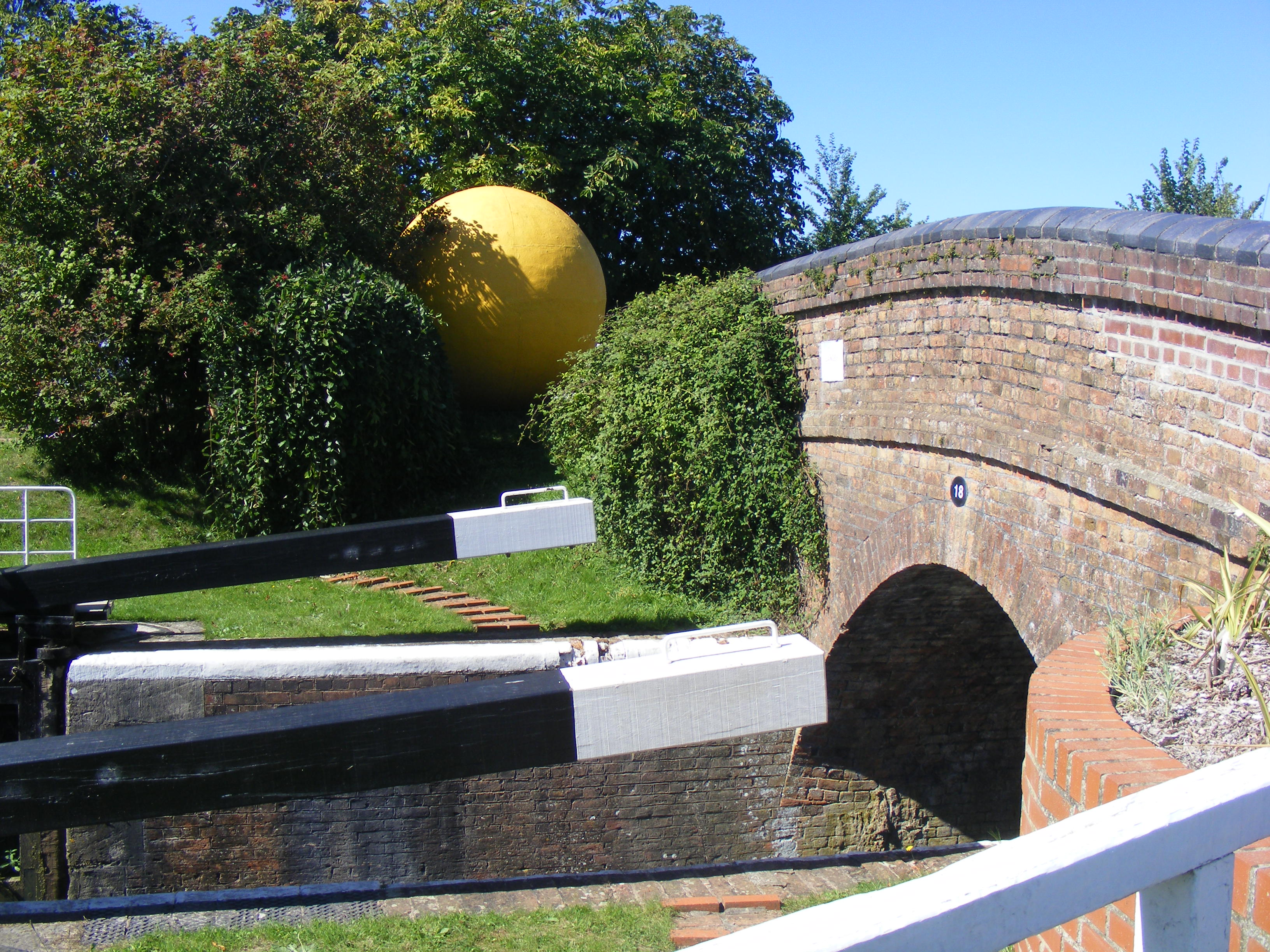
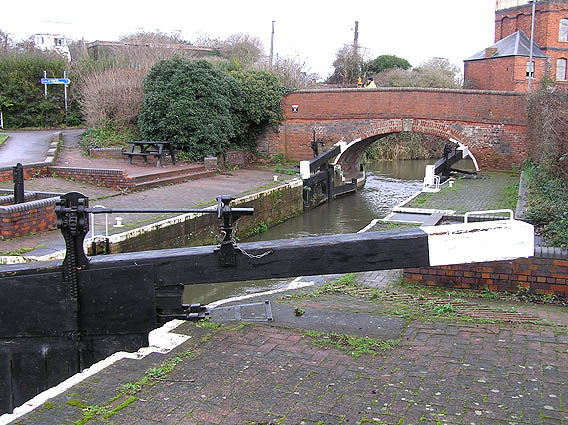
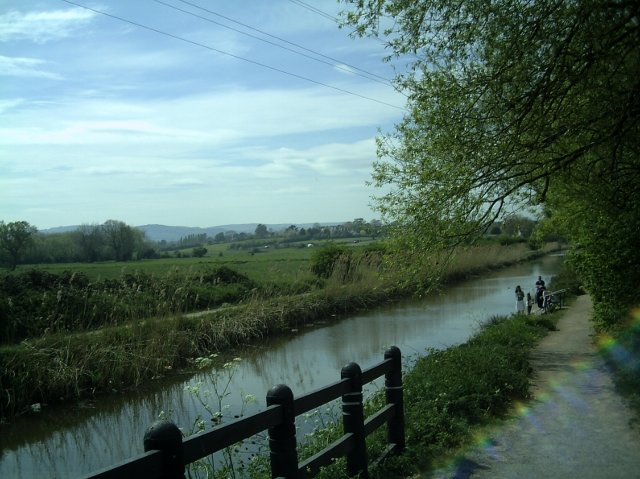